# Thomas Klug
Thomas Klug (* 13. September 1966 in Leipzig) ist ein deutscher Fernsehmoderator und Nachrichtensprecher.

## Leben und Wirken
Klug absolvierte von 1983 bis 1985 eine Berufsausbildung zum Elektromonteur in Wittenberg. Von 1985 bis 1988 leistete er seinen Wehrdienst in Berlin. Thomas Klug war von 1988 bis 1992 Nachrichtensprecher und Moderator beim Jugendradio DT64 in Berlin. Beim Deutschen Fernsehfunk und beim ORB war er von 1991 bis 1992 Sprecher und Moderator. Von 1992 bis 1994 moderierte Klug das Vorabendprogramm der ARD. Als Nachrichtensprecher war er auch von 1995 bis 1996 bei der Fernsehsendung Brandenburg aktuell beim ORB-Fernsehen tätig. Gleichzeitig war er Sprecher für diverse Film- und Fernsehproduktionen für Arte, ZDF, ARD, RTL und ProSieben. An der Freien Universität Berlin absolvierte er von 1996 bis 2000 ein Studium der Politikwissenschaften. Seit 2001 ist er als Redakteur und Nachrichtenmoderator beim Fernsehsender Welt (ehemals N24) tätig.
Thomas Klug ist nicht zu verwechseln mit dem Journalisten Thomas Klug, der hauptsächlich für den WDR-Hörfunk (ZeitZeichen) und die beiden Programme des Deutschlandradios (Zeitfragen, Querköpfe) arbeitet.